# Лукашевич, Алексей Иванович
Алексей Иванович Лукашевич (род. 11 января 1977 года в Днепропетровске) — украинский прыгун в длину, наиболее известный по победе в чемпионате Европы по лёгкой атлетике 2002 года. Его личный рекорд составляет 8,27 метра, достигнутый в июне 2000 года в Тарту.

## Биография
Свою первую медаль на международном уровне Лукашевич завоевал, выиграв в 1996 году на чемпионате мира среди юниоров в Сиднее. Через два года он выиграл чемпионат Европы в помещении в Валенсии, а в 1999 году — Универсиаду. В 2000 году он отправился на Олимпийские игры в Сидней, где показал результат 8,26 м. Лукашевич уступил пять сантиметров соотечественнику Роману Щуренко, который завоевал бронзу. В 2002 году Лукашевич выиграл чемпионат Европы с результатом 8,08 м. Через два года Лукашевич поехал на Олимпиаду в Афины, но так и не выступил из-за того, что несколькими месяцами ранее получил травму. Спортсмену казалось, что он уже восстановился, однако случился рецидив.
На чемпионате Европы 2006 года Лукашевич стал бронзовым призёром с результатом 8,12 метра. Всего на 1 сантиметр в последней попытке его опередил англичанин Грег Разерфорд, а звание чемпиона Европы завоевал итальянец Эндрю Хоу. В 2007 году на чемпионате мира Лукашевич в последней попытке прыгнул на 8,25 м, поднявшись на второе место. Однако Эндрю Хоу и Ирвин Саладино оттеснили его на четвёртое место, до бронзы ему не хватило пяти сантиметров.
Лукашевич женат, есть две дочери, старшая также занимается лёгкой атлетикой.